# Portugiesische Judomeisterschaften 1965
Die Portugiesischen Judomeisterschaften 1965 fanden in Lissabon statt.

## Ergebnisse

### Männer
| Gewichtsklasse | Gold                  | Silber | Bronze |
| -------------- | --------------------- | ------ | ------ |
| – 63 kg        | José M. Bastos Nunes  |        |        |
| – 70 kg        | José Pinto Farias     |        |        |
| – 80 kg        | Afonso H. M. Loureiro |        |        |
| + 80 kg        | Armando Costa Lopes   |        |        |